# 新非洲黑豹党
新非洲黑豹党（英語：New Afrikan Black Panther Party）是美国的一个毛派黑人组织。该组织成立于2005年。该党致力于构建一个当代的黑豹党。该党的相当一部分成员目前被监禁在狱中。2020年12月，该党分裂出“革命公社间黑豹党”。

## 意识形态
根据该党创始人和现任领导人沙卡·祖鲁的说法，该党的意识形态是“豹子主义”，这是一种以马克思列宁毛主义为指导的意识形态。他宣称，豹子主义是一种“战斗的意识形态，主张通过一场解放的革命战争没收超级富有的剥削者——资产阶级的财富”。祖鲁还表示，豹子主义反对黑人资产阶级民族主义与美国反动爱国主义，具有毛主义的世界观和国际无产阶级社会主义立场。
该党声称其继承了“原黑豹党以阶级为基础的意识形态路线”，同时拒绝新黑豹党“以种族为基础、反白人”的政治立场。